# Helen Lake
Helen Lake är en sjö i Kanada.   Den ligger i distriktet Sudbury och provinsen Ontario, i den sydöstra delen av landet, 500 km nordväst om huvudstaden Ottawa. Helen Lake ligger 372 meter över havet. Den ligger vid sjöarna  B Lake Mesomikenda Lake och Tahill Lake.
I omgivningarna runt Helen Lake växer i huvudsak blandskog. Trakten runt Helen Lake är nära nog obefolkad, med mindre än två invånare per kvadratkilometer.